# Đèo Prenn
Đèo Prenn là một đèo núi nằm ở cửa ngõ phía nam thành phố Đà Lạt, tỉnh Lâm Đồng, Việt Nam, nằm trên quốc lộ 20 cũ.
Đèo dài 7,4 km; kéo dài từ điểm cuối Đường cao tốc Liên Khương – Prenn đến đầu đường Ba Tháng Tư. Mặt đường rộng khoảng 14 m, gồm 4 làn xe.

## Lịch sử
Đèo Prenn hiện tại được nhà thầu Gross của Pháp xây dựng từ tháng 2 năm 1943 để thay thế cho đoạn đường đèo Prenn cũ từ thác Prenn vào trung tâm Đà Lạt. Đường đèo có 79 đoạn cong, trong đó 18 đoạn cong có bán kính 40 m, các đoạn cong khác có bán kính 50–1.000 m, độ nghiêng tối đa là 3–7%.
Đầu thập niên 2000, để đáp ứng nhu cầu lưu thông ngày càng lớn, chính quyền đã có kế hoạch khôi phục đường đèo Prenn cũ để tạo thành hai con đường song song kết nối vào thành phố Đà Lạt và tổ chức lưu thông một chiều trên mỗi đường. Việc nâng cấp đèo Prenn cũ được hoàn thành vào năm 2002 và con đường này sau đó được đặt tên là đèo Mimosa. Tuy nhiên việc tổ chức lưu thông một chiều không được thực hiện mà thay vào đó, đèo Mimosa trở thành tuyến đường dành cho xe tải chuyên chở nông sản từ Đà Lạt đi các tỉnh thành khác.
Cho đến năm 2016, đèo Prenn vẫn là một phần của Quốc lộ 20 qua địa bàn thành phố Đà Lạt. Tuy nhiên vào cuối năm này, Bộ Giao thông Vận tải đã ra quyết định chuyển hướng tuyến của Quốc lộ 20 sang đèo Mimosa và chuyển đèo Prenn thành đường địa phương do Sở Giao thông Vận tải tỉnh Lâm Đồng quản lý. Từ đó, đèo Mimosa trở thành tuyến đường chính của Quốc lộ 20, còn đèo Prenn sẽ chỉ được coi là tuyến nhánh phụ của đường này.

## Nâng cấp
Cuối năm 2021, tỉnh Lâm Đồng thống nhất chủ trương cải tạo, mở rộng đường đèo Prenn. Theo đó, dự án có tổng chiều dài 7,4 km, quy mô 4 làn xe ô tô theo tiêu chuẩn đường cấp 3 miền núi, tốc độ thiết kế 60 km/h, nền đường rộng 15 m và mặt đường 14 m (mở rộng gấp đôi). Trên tuyến xây dựng thêm cầu Datanla dài 120 m để cải tạo đoạn cong, kết hợp với bố trí vọng ngắm cảnh, có 2 đường lánh nạn, 4 vịnh đậu xe để hạn chế các phương tiện giao thông dừng đỗ trong phần đường xe chạy. Công trình dự kiến khởi công vào tháng 4 năm 2022, hoàn thành vào tháng 3 năm 2023. Tuy nhiên trên thực tế, đến ngày 6 tháng 2 năm 2023, chính quyền và Tập đoàn Đèo Cả mới chính thức cho đóng đường để khởi công dự án. Sau gần 10 tháng thi công, đèo Prenn đã thông xe khoảng 3km từ trung tâm thành phố Đà Lạt đến thác Datanla vào ngày 14 tháng 12. Ngày 31 tháng 1 năm 2024 đèo Prenn đã chính thức thông xe trở lại trên toàn tuyến.